# Danh sách giải thưởng và đề cử của Daft Punk
Daft Punk là một ban nhạc điện tử Pháp đã được nhận nhiều giải thưởng và danh hiệu. Album đầu tay Homework của họ có các đĩa đơn "Da Funk" và "Around the World", dẫn đến các đề cử giải Grammy lần lượt vào năm 1998 và 1999 cho Thu âm nhạc dance xuất sắc nhất. Năm 2002, Daft Punk nhận được đề cử cho các ca khúc "One More Time" và "Short Circuit" trong album phòng thu thứ hai Discovery; album cũng được đề cử cho Giải Brit cùng năm đó. Album phòng thu thứ ba của bộ đôi là Human After All đã được đề cử giải Grammy cho Album nhạc điện tử/dance xuất sắc nhất năm 2006. Daft Punk giành giải Grammy đầu tiên của họ vào năm 2009 cho album trực tiếp Alive 2007 và đĩa đơn "Harder, Better, Faster, Stronger (Alive 2007)", ở các hạng mục tương ứng là Album nhạc điện tử/dance xuất sắc nhất và Thu âm nhạc dance xuất sắc nhất.
Nhạc phim Tron: Legacy của bộ đôi này đã nhận được giải thưởng cho "Nhạc phim hay nhất" từ Hiệp hội phê bình phim Austin, được đề cử cho Nhạc phim của năm và Nhà soạn nhạc đột phá của năm, và giành được Nhạc phim xuất sắc nhất cho một bộ phim Giả tưởng/Khoa học viễn tưởng/Kinh dị của Hiệp hội Phê bình Âm nhạc Điện ảnh Quốc tế. Album nhạc phim cũng được đề cử Soạn nhạc hay nhất cho sản phẩm truyền thông hình ảnh tại lễ trao giải Grammy lần thứ 54. Album phòng thu thứ tư của Daft Punk là Random Access Memories đã nhận được giải Grammy cho Album của năm, Album nhạc Dance/Electronica xuất sắc nhất và Album có kĩ thuật xuất sắc nhất, không cổ điển tại lễ trao giải Giải Grammy lần thứ 56. Đĩa đơn chính "Get Lucky" cũng giành được giải Thu âm của năm và Trình diễn song tấu hoặc nhóm nhạc pop xuất sắc nhất. "Get Lucky" trước đó đã được đề cử cho Bài hát hay nhất của mùa hè tại lễ trao giải Video âm nhạc của MTV năm 2013 và Bài hát hay nhất tại lễ trao giải Âm nhạc MTV Châu Âu năm 2013. Là nghệ sĩ tiêu biểu với The Weeknd, Daft Punk đã giành được hai giải thưởng: Video hay nhất cho "Starboy" tại lễ trao giải Âm nhạc MTV Châu Âu năm 2016 và Bài hát của năm cho "I Feel It Coming" tại Lễ trao giải BMI R&B/Hip-Hop năm 2018.

## Giải thưởng Âm nhạc Mỹ
Giải thưởng Âm nhạc Mỹ là một giải thưởng được trao hàng năm được chiếu trên mạng truyền hình American Broadcasting Company. Daft Punk được nhận một đề cử.
| Năm  | Đề cử / Tác phẩm | Giải thưởng                                    | Kết quả |
| ---- | ---------------- | ---------------------------------------------- | ------- |
| 2013 | Daft Punk        | Nghệ sĩ nhạc dance điện tử được yêu thích nhất | Đề cử   |

## Hiệp hội phê bình phim Austin
The Hiệp hội phê bình phim Austin là một tổ chức các nhà phê bình phim chuyên nghiệp đặt tại Austin, Texas. Daft Punk được nhận một đề cử dẫn đến giải thưởng.
| Năm  | Đề cử / Tác phẩm             | Giải thưởng             | Kết quả   |
| ---- | ---------------------------- | ----------------------- | --------- |
| 2010 | Daft Punk (cho Tron: Legacy) | Nhạc phim xuất sắc nhất | Đoạt giải |

## Giải thưởng Âm nhạc Billboard
| Năm  | Đề cử / Tác phẩm                            | Giải thưởng                                 | Kết quả   |
| ---- | ------------------------------------------- | ------------------------------------------- | --------- |
| 2011 | Tron: Legacy                                | Album nhạc Dance hàng đầu                   | Đề cử     |
| 2014 | Daft Punk                                   | Nghệ sĩ nhạc Dance/điện tử xuất sắc nhất    | Đoạt giải |
| 2014 | Random Access Memories                      | Album nhạc Dance/điện tử xuất sắc nhất      | Đoạt giải |
| 2014 | "Get Lucky" (hợp tác với Pharrell Williams) | Bài hát phát trực tuyến hàng đầu (Âm thanh) | Đề cử     |
| 2014 | "Get Lucky" (hợp tác với Pharrell Williams) | Bài hát nhạc Dance/điện tử xuất sắc nhất    | Đề cử     |
| 2017 | "Starboy"                                   | Hợp tác hàng đầu                            | Đề cử     |
| 2017 | "Starboy"                                   | Bài hát phát trực tuyến hàng đầu (Âm thanh) | Đề cử     |
| 2017 | "Starboy"                                   | Bài hát R&B hàng đầu                        | Đề cử     |
| 2017 | "Starboy"                                   | Hợp tác nhạc R&B hàng đầu                   | Đề cử     |
| 2017 | "I Feel It Coming"                          | Hợp tác nhạc R&B hàng đầu                   | Đề cử     |

## Giải Brit
Giải Brit là giải thưởng nhạc pop được trao hằng năm bởi British Phonographic Industry. Daft Punk đã nhận được năm đề cử; một trong số đó trong số đó dẫn đến giải thưởng.
| Năm  | Đề cử / Tác phẩm | Giải thưởng             | Kết quả   |
| ---- | ---------------- | ----------------------- | --------- |
| 1998 | Daft Punk        | Nhạc sĩ đột phá quốc tế | Đề cử     |
| 1998 | Daft Punk        | Nhóm nhạc quốc tế       | Đề cử     |
| 2002 | Daft Punk        | Nhóm nhạc quốc tế       | Đề cử     |
| 2002 | Discovery        | Album quốc tế           | Đề cử     |
| 2014 | Daft Punk        | Nhóm nhạc quốc tế       | Đoạt giải |

## BMI R&B/Hip-Hop Awards
Giải BMI là giải thưởng thường niên bởi Broadcast Music, Inc. Daft Punk được nhận một giải thưởng (với tư cách là nghệ sĩ nổi bật).
| Năm  | Đề cử / Tác phẩm                     | Giải thưởng     | Kết quả   |
| ---- | ------------------------------------ | --------------- | --------- |
| 2018 | "I Feel It Coming" (cùng The Weeknd) | Bài hát của năm | Đoạt giải |

## DJ Magazine's Top 100 DJs
DJ Magazine's top 100 DJs là một cuộc thăm dò ý kiến hằng năm mà các fan hâm mộ lập một bảng xếp hạng các DJ được yêu thích nhất dựa trên những tác phẩm của họ trong năm trước. Daft Punk đã lên được top 40 trong 5 lần khác nhau.
| Năm  | Vị trí | Ghi chú     | Tham khảo |
| ---- | ------ | ----------- | --------- |
| 2007 | 71     | Cái tên mới | [ 13 ]    |
| 2008 | 38     | —           | [ 13 ]    |
| 2009 | 33     | —           | [ 13 ]    |
| 2010 | 44     | —           | [ 13 ]    |
| 2011 | 28     | —           | [ 13 ]    |
| 2012 | 44     | —           | [ 13 ]    |
| 2013 | 22     | —           | [ 13 ]    |
| 2014 | 43     | —           | [ 13 ]    |
| 2015 | 69     | —           | [ 13 ]    |
| 2016 | 72     | —           | [ 13 ]    |

## Giải GAFFA

### Giải GAFFA Đan Mạch
Từ năm 1991, Giải thưởng GAFFA là giải thưởng của Đan Mạch được trao cho âm nhạc nổi tiếng của tạp chí cùng tên.
| Năm  | Đề cử / Tác phẩm                     | Giải thưởng                 | Kết quả   |
| ---- | ------------------------------------ | --------------------------- | --------- |
| 1997 | Daft Punk                            | Nghệ sĩ ngoại quốc mới      | Đề cử     |
| 2013 | "Get Lucky" (cùng Pharrell Williams) | Bài hát ngoai quốc của năm  | Đoạt giải |
| 2013 | Daft Punk                            | Ban nhạc ngoại quốc của năm | Đoạt giải |

### Giải GAFFA Thuỵ Điển
Từ năm 2010, Giải thưởng GAFFA (Tiêng Thuỵ Điển: GAFFA Priset) là giải thưởng của Thuỵ Điển được trao cho âm nhạc nổi tiếng của tạp chí cùng tên.
| Năm  | Đề cử / Tác phẩm                     | Giải thưởng                 | Kết quả   |
| ---- | ------------------------------------ | --------------------------- | --------- |
| 2013 | Daft Punk                            | Ban nhạc ngoại quốc của năm | Đoạt giải |
| 2013 | "Get Lucky" (cùng Pharrell Williams) | Bài hát ngoại quốc của năm  | Đoạt giải |

## Giải Grammy
Giải Grammy được trao hàng năm bởi Viện hàn lâm Khoa học và Nghệ thuật Thu âm Quốc gia của Hoa Kỳ. Daft Punk đã nhận được mười hai đề cử; sáu trong số đó dẫn đến giải thưởng.
| Năm  | Đề cử / Tác phẩm                                | Giải thưởng                                           | Kết quả   |
| ---- | ----------------------------------------------- | ----------------------------------------------------- | --------- |
| 1998 | "Da Funk"                                       | Thu âm nhạc dance xuất sắc nhất                       | Đề cử     |
| 1999 | "Around the World"                              | Thu âm nhạc dance xuất sắc nhất                       | Đề cử     |
| 2002 | "One More Time"                                 | Thu âm nhạc dance xuất sắc nhất                       | Đề cử     |
| 2002 | "Short Circuit"                                 | Trình diễn nhạc Pop không lời xuất sắc nhất           | Đề cử     |
| 2006 | Human After All                                 | Album nhạc điện tử/dance xuất sắc nhất                | Đề cử     |
| 2009 | Alive 2007                                      | Album nhạc điện tử/dance xuất sắc nhất                | Đoạt giải |
| 2009 | "Harder, Better, Faster, Stronger (Alive 2007)" | Thu âm nhạc dance xuất sắc nhất                       | Đoạt giải |
| 2012 | Tron: Legacy                                    | Soạn nhạc hay nhất cho sản phẩm truyền thông hình ảnh | Đề cử     |
| 2014 | Random Access Memories                          | Album của năm                                         | Đoạt giải |
| 2014 | Random Access Memories                          | Album nhạc Dance/Electronica xuất sắc nhất            | Đoạt giải |
| 2014 | "Get Lucky"                                     | Thu âm của năm                                        | Đoạt giải |
| 2014 | "Get Lucky"                                     | Trình diễn song tấu hoặc nhóm nhạc pop xuất sắc nhất  | Đoạt giải |

Ghi chú: Random Access Memories cũng nhận được giải Album có kĩ thuật xuất sắc nhất, không cổ điển. Giải thưởng này dành cho các kĩ sư và không được dành cho các nghệ sĩ.

## Giải thưởng nhạc Dance Quốc tế
Giải thưởng nhạc Dance Quốc tế được thành lập vào năm 1985. Đây là một phần của Hội nghị Âm nhạc Mùa đông, một sự kiện âm nhạc điện tử kéo dài một tuần được tổ chức hàng năm. Daft Punk đã giành được sáu giải thưởng từ mười ba đề cử.
| Năm  | Đề cử / Tác phẩm       | Giải thưởng                                     | Kết quả   |
| ---- | ---------------------- | ----------------------------------------------- | --------- |
| 1998 | "Around the World"     | Video nhạc Dance xuất sắc nhất                  | Đoạt giải |
| 1998 | Daft Punk              | Nghệ sĩ nhạc Dance mới xuất sắc nhất (Nhóm)     | Đoạt giải |
| 1998 | Daft Punk              | Nghệ sĩ nhạc Dance xuất sắc nhất (Nhóm)         | Đoạt giải |
| 2002 | Daft Punk              | Nghệ sĩ nhạc Dance xuất sắc nhất (Nhóm)         | Đoạt giải |
| 2006 | Daft Punk              | Nghệ sĩ nhạc Dance xuất sắc nhất (Nhóm)         | Đề cử     |
| 2006 | "Technologic"          | Bài hát Pop Dance hay nhất                      | Đề cử     |
| 2008 | Daft Punk              | Nghệ sĩ nhạc Dance xuất sắc nhất (Nhóm)         | Đoạt giải |
| 2009 | Daft Punk              | Nghệ sĩ xuất sắc nhất (Nhóm)                    | Đề cử     |
| 2011 | Daft Punk              | Nghệ sĩ xuất sắc nhất (Nhóm)                    | Đề cử     |
| 2014 | Daft Punk              | Nghệ sĩ xuất sắc nhất (Nhóm)                    | Đề cử     |
| 2014 | Random Access Memories | Thu âm phòng thu có độ dài đầy đủ xuất sắc nhất | Đề cử     |
| 2014 | "Get Lucky"            | Bài hát Thương mại / Pop Dance xuất sắc nhất    | Đoạt giải |
| 2014 | "Get Lucky"            | Màn trình diễn giọng ca nổi bật xuất sắc nhất   | Đề cử     |
| 2014 | "Get Lucky"            | Video âm nhạc xuất sắc nhất                     | Đề cử     |

## Hiệp hội phê bình phim Las Vegas
Hiệp hội phê bình phim Las Vegas (LVFCS) là một tổ chức tiến bộ phi lợi nhuận dành riêng cho việc phát triển và bảo tồn phim và bao gồm các nhà phê bình phim trên in ấn, truyền hình, đài phát thanh và internet được chọn lọc ở khu vực Las Vegas và Reno. Daft Punk nhận được một đề cử.
| Năm  | Đề cử / Tác phẩm             | Giải thưởng             | Kết quả |
| ---- | ---------------------------- | ----------------------- | ------- |
| 2010 | Daft Punk (cho Tron: Legacy) | Nhạc phim xuất sắc nhất | Đề cử   |

## Giải thưởng Âm nhạc MTV Châu Âu
Giải thưởng Âm nhạc MTV Châu Âu được thành lập vào năm 1994 bởi MTV Châu Âu. Daft Punk đã nhận được chín đề cử; một trong số đó dẫn đến giải thưởng (với tư cách là nghệ sĩ nổi bật).
| Năm  | Đề cử / Tác phẩm                            | Giải thưởng                      | Kết quả   |
| ---- | ------------------------------------------- | -------------------------------- | --------- |
| 1997 | "Around the World"                          | Video xuất sắc nhất              | Đề cử     |
| 1997 | Daft Punk                                   | Nghệ sĩ nhạc Dance xuất sắc nhất | Đề cử     |
| 2001 | Daft Punk                                   | Nghệ sĩ nhạc Dance xuất sắc nhất | Đề cử     |
| 2001 | Daft Punk                                   | Nghệ sĩ Pháp xuất sắc nhất       | Đề cử     |
| 2001 | www.daftpunk.com                            | Giải thưởng Web                  | Đề cử     |
| 2013 | "Get Lucky" (hợp tác với Pharrell Williams) | Bài hát xuất sắc nhất            | Đề cử     |
| 2013 | Daft Punk                                   | Nhạc điện tử xuất sắc nhất       | Đề cử     |
| 2013 | Daft Punk                                   | Nghệ sĩ Pháp xuất sắc nhất       | Đề cử     |
| 2016 | "Starboy" (cùng The Weeknd)                 | Video xuất sắc nhất              | Đoạt giải |

## Giải Video âm nhạc của MTV
Giải Video âm nhạc của MTV được thành lập vào năm 1984 bởi MTV Networks để vinh danh những video âm nhạc hay nhất trong năm. Daft Punk nhận được ba đề cử.
| Năm  | Đề cử / Tác phẩm                          | Giải thưởng                                  | Kết quả |
| ---- | ----------------------------------------- | -------------------------------------------- | ------- |
| 1997 | "Da Funk"                                 | Video đột phá                                | Đề cử   |
| 1997 | "Around the World"                        | Lựa chọn của khán giả Quốc tế cho MTV Europe | Đề cử   |
| 2013 | "Get Lucky" (featuring Pharrell Williams) | Bài hát xuất sắc nhất của mùa hè             | Đề cử   |

## Giải MVPA
Giải MVPA được thành lập vào năm 1992 bởi Hiệp hội sản xuất video âm nhạc (MVPA). Daft Punk nhận được một đề cử dẫn tới giải thưởng.
| Năm  | Đề cử / Tác phẩm | Giải thưởng                      | Kết quả   |
| ---- | ---------------- | -------------------------------- | --------- |
| 2006 | "Technologic"    | Video nhạc điện tử xuất sắc nhất | Đoạt giải |

## Danh sách cuối năm của NME
NME là một tổ chức báo chí, tạp chí và website phê bình âm nhạc của Anh được xuất bản từ năm 1952.
| Năm  | Đề cử cho     | Hạng mục                         | Kết quả   |
| ---- | ------------- | -------------------------------- | --------- |
| 2001 | Daft Punk     | Nghệ sĩ nhạc Dance xuất sắc nhất | Đề cử     |
| 2001 | "Aerodynamic" | ĐĨa đơn của tuần                 | Đoạt giải |
| 2013 | Get Lucky     | Bài hát của năm                  | 1         |
| 2013 | Get Lucky     | Bài hát của tuần                 | Đoạt giải |

## Porin
Porin là một giải thưởng âm nhạc do các tổ chức phuơng tiên truyền thông của Croatia thành lập vào năm 1994. Daft Punk nhận được một giải thưởng từ hai đề cử.
| Năm  | Đề cử / Tác phẩm                          | Giải thưởng                                           | Kết quả   |
| ---- | ----------------------------------------- | ----------------------------------------------------- | --------- |
| 2014 | "Get Lucky" (featuring Pharrell Williams) | Bài hát ngọai quốc xuất sắc nhất                      | Đoạt giải |
| 2014 | Random Access Memories                    | Album ngoại quốc xuất sắc nhất, không cổ điển và jazz | Đề cử     |

## Giải Sao Thổ
Giải Sao Thổ là giải thưởng thường niên của Viện Hàn lâm phim khoa học viễn tưởng, kỳ ảo và kinh dị trao cho các hoạt động phim ảnh thuộc các thể loại như phim kinh dị, kỳ ảo và khoa học viễn tưởng, phim truyền hình và video giải trí tại gia. Daft Punk nhận được một đề cử.
| Năm  | Đề cử / Tác phẩm | Giải thưởng        | Kết quả |
| ---- | ---------------- | ------------------ | ------- |
| 2010 | Tron: Legacy     | Nhạc phim hay nhất | Đề cử   |

## Teen Choice Awards
Teen Choice Awards là giải thưởng hằng năm được phát sóng trên kênh truyền hình Fox nhằm vinh danh những thành tựu nổi bật nhất trong năm ở các lĩnh vực âm nhạc, điện ảnh, thể thao, truyền hình, thời trang,... được bầu chọn bởi các khán giả nằm trong độ tuổi teen. Daft Punk nhận được ba đề cử.
| Năm  | Đề cử / Tác phẩm | Giải thưởng                                     | Kết quả |
| ---- | ---------------- | ----------------------------------------------- | ------- |
| 2013 | "Get Lucky"      | Đĩa dơn được lựa chọn: Nhóm                     | Đề cử   |
| 2013 | "Get Lucky"      | Bài hát của mùa hè được lựa chọn                | Đề cử   |
| 2013 | Daft Punk        | Ngôi sao ca nhạc của Mùa hè được lựa chọn: Nhóm | Đề cử   |

## Giải thưởng Âm nhạc NRJ
Giải thưởng Âm nhạc NRJ là giải thưởng do đài phát thanh NRJ của Pháp trao tặng nhằm tôn vinh những nghệ sĩ xuất sắc nhất trong ngành công nghiệp âm nhạc Pháp và trên toàn thế giới. Daft Punk nhận được một giải thưởng từ ba đề cử.
| Năm  | Đề cử / Tác phẩm | Giải thưởng                      | Kết quả   |
| ---- | ---------------- | -------------------------------- | --------- |
| 2002 | Discovery        | Album quốc tế                    | Đề cử     |
| 2002 | Daft Punk        | Nhóm nhạc quốc tế                | Đề cử     |
| 2014 | Daft Punk        | Nhóm / Bộ đôi người Pháp của năm | Đoạt giải |

## Victoires de la Musique
Victoires de la Musique là một lễ trao giải thường niên của Pháp để vinh danh những tài năng âm nhạc Pháp. Daft Punk nhận được một đề cử.
| Năm  | Đề cử / Tác phẩm | Giải thưởng                              | Kết quả |
| ---- | ---------------- | ---------------------------------------- | ------- |
| 2008 | Alive 2006/2007  | Hòa tấu / Tour biểu diễn / Buổi hòa nhạc | Đề cử   |

1. ↑  "2010 Austin Film Critics Association Awards". Hiệp hội phê bình phim Austin. Bản gốc lưu trữ ngày 20 tháng 2 năm 2011.
2. ↑  "2010 IFMCA Awards". Hiệp hội Phê bình Âm nhạc Điện ảnh Quốc tế. Lưu trữ bản gốc ngày 26 tháng 6 năm 2011.
3. ↑  "Superstar Janet Jackson Named BMI Icon at The 2018 BMI R&B/Hip-Hop Awards". Broadcast Music, Inc. ngày 31 tháng 8 năm 2018. Lưu trữ bản gốc ngày 31 tháng 8 năm 2018.
4. ↑  "American Music Awards 2013: Full Nominations List". Billboard. ngày 10 tháng 10 năm 2013. Lưu trữ bản gốc ngày 10 tháng 10 năm 2013.
5. ↑  "AFCA Backs 'Black Swan'". The Austin Chronicle. Lưu trữ bản gốc ngày 19 tháng 12 năm 2013.
6. ↑  "2011 Billboard Music Awards Winners Page 5". Billboard. ngày 18 tháng 4 năm 2011. Lưu trữ bản gốc ngày 4 tháng 10 năm 2013.
7. ↑  Takeda, Alison (ngày 18 tháng 5 năm 2014). "Billboard Music Awards 2014 Complete Winners List". US Weekly. Lưu trữ bản gốc ngày 19 tháng 5 năm 2014.
8. ↑  "Here Is the Complete List of Winners From the 2017 Billboard Music Awards". Billboard. ngày 21 tháng 5 năm 2017. Lưu trữ bản gốc ngày 17 tháng 11 năm 2021.
9. ↑  "The BRITs 1998". Giải Brit. Lưu trữ bản gốc ngày 26 tháng 12 năm 2009.
10. ↑  "The BRITs 2002". Giải Brit. Lưu trữ bản gốc ngày 26 tháng 12 năm 2009.
11. ↑  "The BRITs 2014". Giải Brit. Lưu trữ bản gốc ngày 6 tháng 1 năm 2015.
12. ↑  "Superstar Janet Jackson Named BMI Icon at The 2018 BMI R&B/Hip-Hop Awards". Broadcast Music, Inc. ngày 31 tháng 8 năm 2018. Lưu trữ bản gốc ngày 31 tháng 8 năm 2018.
13. ↑  "Poll 2015: Daft Punk". DJ Magazine. Lưu trữ bản gốc ngày 16 tháng 9 năm 2017.
14. ↑  GAFFA-Prisen 1998. "GAFFA-prisen 1991-2006 – se vinderne". gaffa.dk. Lưu trữ bản gốc ngày 22 tháng 3 năm 2012.{{Chú thích web}}:  Quản lý CS1: tên số: danh sách tác giả (liên kết)
15. ↑  Nephew. "GAFFA-Prisen 2013: Og vinderne er…". gaffa.dk. Lưu trữ bản gốc ngày 8 tháng 12 năm 2013.
16. ↑  "Vinnarna av GAFFA-Priset 2013". gaffa.se. Lưu trữ bản gốc ngày 3 tháng 9 năm 2019.
17. ↑  "GRAMMY Awards Winners & Nominees for Best Dance Recording". Grammy. Lưu trữ bản gốc ngày 16 tháng 7 năm 2021.
18. ↑  "GRAMMY Awards Winners & Nominees for Best Pop Instrumental Performance". Grammy. Lưu trữ bản gốc ngày 18 tháng 7 năm 2021.
19. 1 2  "GRAMMY Awards Winners & Nominees for Best Dance/Electronica Album". Grammy. Lưu trữ bản gốc ngày 19 tháng 7 năm 2021.
20. ↑  "GRAMMY Awards Winners & Nominees for Best Dance Recording". Grammy. Lưu trữ bản gốc ngày 18 tháng 7 năm 2021.
21. ↑  "GRAMMY Awards Winners & Nominees for Best Score Soundtrack For Visual Media". Grammy. Lưu trữ bản gốc ngày 14 tháng 7 năm 2021.
22. ↑  "GRAMMY Awards Winners & Nominees for Album Of The Year". Grammy. Lưu trữ bản gốc ngày 3 tháng 6 năm 2021.
23. ↑  "GRAMMY Awards Winners & Nominees for Record Of The Year". Grammy. Lưu trữ bản gốc ngày 3 tháng 6 năm 2021.
24. ↑  "GRAMMY Awards Winners & Nominees for Best Pop Duo/Group Performance". Grammy. Lưu trữ bản gốc ngày 3 tháng 6 năm 2021.
25. ↑  "GRAMMY Awards Winners & Nominees for Best Engineered Recording, Non Classical". Grammy. Lưu trữ bản gốc ngày 18 tháng 7 năm 2021.
26. ↑  "About WMC". Winter Music Conference. Bản gốc lưu trữ ngày 4 tháng 9 năm 2015.
27. ↑  "13th Annual International Dance Music Awards". Winter Music Conference. Bản gốc lưu trữ ngày 9 tháng 3 năm 2016.
28. ↑  "17th Annual International Dance Music Awards". Winter Music Conference. Bản gốc lưu trữ ngày 16 tháng 4 năm 2016.
29. ↑  "21st Annual International Dance Music Awards". Winter Music Conference. Bản gốc lưu trữ ngày 27 tháng 6 năm 2013.
30. ↑  "23rd Annual International Dance Music Awards". Winter Music Conference. Bản gốc lưu trữ ngày 21 tháng 8 năm 2016.
31. ↑  "24th Annual International Dance Music Awards". Winter Music Conference. Bản gốc lưu trữ ngày 8 tháng 3 năm 2016.
32. ↑  "26th Annual International Dance Music Awards". Winter Music Conference. Bản gốc lưu trữ ngày 25 tháng 3 năm 2012.
33. ↑  "29th Annual International Dance Music Awards". Winter Music Conference. Bản gốc lưu trữ ngày 12 tháng 3 năm 2014.
34. ↑  "Las Vegas Film Critics Society Awards - 2010 Awards". IMDb. Lưu trữ bản gốc ngày 31 tháng 1 năm 2018.
35. ↑  "Video of the Year - 1997". FilmAffinity. Lưu trữ bản gốc ngày 11 tháng 1 năm 2022.
36. ↑  "MTV Europe Music Awards - 1997 Awards". IMDb. Lưu trữ bản gốc ngày 11 tháng 1 năm 2022.
37. ↑  "curlio.com: MTV European Music Award nominees". oldsite.curlio.com. ngày 27 tháng 9 năm 2001. Bản gốc lưu trữ ngày 4 tháng 2 năm 2014.
38. ↑  "DAFT PUNK". MTV EMA. Bản gốc lưu trữ ngày 23 tháng 9 năm 2013.
39. ↑  "2016 MTV EMAs: See the Full Winners List". Billboard. ngày 6 tháng 11 năm 2016. Lưu trữ bản gốc ngày 6 tháng 1 năm 2022.
40. ↑  "1997 MTV Video Music Award". awardsandwinners.com. Lưu trữ bản gốc ngày 23 tháng 1 năm 2015.
41. ↑  "2013 MTV VIDEO MUSIC AWARDS". Rock on the Net. Lưu trữ bản gốc ngày 17 tháng 4 năm 2014. Truy cập ngày 11 tháng 1 năm 2022.
42. ↑  "NEWS: MVPA Award Winners 2006". VideoStatic. Bản gốc lưu trữ ngày 14 tháng 6 năm 2006. Truy cập ngày 11 tháng 1 năm 2022.
43. ↑  "2001 NME End Of Year Lists". rocklistmusic.co.uk. Lưu trữ bản gốc ngày 18 tháng 11 năm 2009.
44. ↑  "2013 NME End Of Year Lists". rocklistmusic.co.uk. Lưu trữ bản gốc ngày 8 tháng 12 năm 2013.
45. ↑  Ured Porina (ngày 27 tháng 6 năm 2014). "Proglašeni dobitnici 21. Porina!". Porin. Lưu trữ bản gốc ngày 1 tháng 7 năm 2014.
46. ↑  "Academy of Science Fiction, Fantasy & Horror Films, USA - 2011 Awards". IMDb. Lưu trữ bản gốc ngày 13 tháng 2 năm 2018.
47. ↑  "Teen Choice Awards - 2013 Awards". IMDb. Lưu trữ bản gốc ngày 31 tháng 1 năm 2018.
48. ↑  "NRJ Music Awards 2014 - NRJ Music Awards 2014". NRJ. ngày 13 tháng 12 năm 2014. Lưu trữ bản gốc ngày 25 tháng 6 năm 2017.
49. ↑  "23ÈME CÉRÉMONIE DES VICTOIRES DE LA MUSIQUE". France 2. Bản gốc lưu trữ ngày 19 tháng 1 năm 2014.